# Scrophularia sambucifolia
La hierba vaquera (Scrophularia sambucifolia) es una planta de la familia de las Escrofulariáceas.

## Descripción
Planta perenne, herbácea, glabra, raramente más alta de 80 cm, robusta. Hojas opuestas pecioladas con folíolos lirados, de 6-20 cm de largo. Folíolos ovalados, simples hasta doblemente aserrados hasta incisos. Flores en inflorescencias laxas terminales. Inflorescencias compuestas de pocas flores, bifurcadas. Flores verdosas, marrones de arriba, de 12-20 mm de largo. 5 sépalos de margen blanco. Corola en tubo hinchado con un labio superior grande, bilobado, 2 lacinias corolinas laterales y el labio inferior más corto, revuelto. 4 estambres fértiles y un estaminodio, transversalmente elíptico hasta escotado, entre los pétalos del labio superior. Cápsula afilada, de hasta 12 mm de largo.

## Hábitat
Lugares húmedos y sombríos.

## Distribución
Península ibérica y Mediterráneo occidental. Es un endemismo ibero-mauritano-atlántico.
- Datos: Q6122654
- Multimedia: Scrophularia sambucifolia / Q6122654
- Especies: Scrophularia sambucifolia